# Élection sénatoriale américaine spéciale de 2017 en Alabama
L'élection sénatoriale américaine spéciale de 2017 en Alabama s'est tenue pour élire le sénateur de l'État pour terminer le mandat de Jeff Sessions, qui est devenu Procureur général des États-Unis dans l'administration Trump. Elle s'est déroulée le mardi 12 décembre 2017.

## Contexte
Le 8 février 2017, Jeff Sessions fut confirmé dans ses fonctions de Procureur général des États-Unis par le Sénat par 52 voix contre 47. Cela a pour conséquence de rendre vacant son siège de sénateur.
Le Procureur général de l'Alabama (en) Luther Strange fut nommé par le gouverneur Robert Bentley pour occuper le siège vacant, mais une élection devait être programmée, au plus tard pour coïncider avec les élections de mi-mandat de 2018. Finalement, elle fut avancée au 12 décembre 2017.

## Primaires
Au premier tour des primaires, la participation fut de 17,9 % sur l'ensemble des primaires. Un second tour fut nécessaire pour désigner le candidat du Parti républicain.

### Parti démocrate
| Inscrits                 | Inscrits                 | Inscrits                 | 3 281 781 |             |  |  |
| Abstentions              | Abstentions              | Abstentions              | 3 118 202 | 95,02 %     |  |  |
| Votants                  | Votants                  | Votants                  | 163 579   | 4,98 %      |  |  |
|                          |                          |                          |           |             |  |  |
| Bulletins enregistrés    | Bulletins enregistrés    | Bulletins enregistrés    | 163 579   |             |  |  |
| Bulletins blancs ou nuls | Bulletins blancs ou nuls | Bulletins blancs ou nuls | 0         | 0 %         |  |  |
| Suffrages exprimés       | Suffrages exprimés       | Suffrages exprimés       | 163 579   | 100 %       |  |  |
|                          |                          |                          |           |             |  |  |
|                          | Candidat                 | Parti                    | Suffrages | Pourcentage |  |  |
|                          | Doug Jones               | Parti démocrate          | 109 007   | 66,64 %     |  |  |
|                          | Robert Kennedy Jr.       | Parti démocrate          | 29 284    | 17,9 %      |  |  |
|                          | Michael Hanson           | Parti démocrate          | 11 180    | 6,83 %      |  |  |
|                          | Will Boyd                | Parti démocrate          | 7 986     | 4,88 %      |  |  |
|                          | Jason Fisher             | Parti démocrate          | 3 479     | 2,13 %      |  |  |
|                          | Autres candidats         | -                        | 2 643     | 1,62 %      |  |  |

### Parti républicain

#### Premier tour
| Inscrits                 | Inscrits                 | Inscrits                 | 3 281 781 |             |  |  |
| Abstentions              | Abstentions              | Abstentions              | 2 856 705 | 87,05 %     |  |  |
| Votants                  | Votants                  | Votants                  | 425 076   | 12,95 %     |  |  |
|                          |                          |                          |           |             |  |  |
| Bulletins enregistrés    | Bulletins enregistrés    | Bulletins enregistrés    | 425 076   |             |  |  |
| Bulletins blancs ou nuls | Bulletins blancs ou nuls | Bulletins blancs ou nuls | 0         | 0 %         |  |  |
| Suffrages exprimés       | Suffrages exprimés       | Suffrages exprimés       | 425 076   | 100 %       |  |  |
|                          |                          |                          |           |             |  |  |
|                          | Candidat                 | Parti                    | Suffrages | Pourcentage |  |  |
|                          | Roy Moore                | Parti républicain        | 164 984   | 38,81 %     |  |  |
|                          | Luther Strange           | Parti républicain        | 139 554   | 32,83 %     |  |  |
|                          | Mo Brooks                | Parti républicain        | 83 691    | 19,69 %     |  |  |
|                          | Trip Pittman (en)        | Parti républicain        | 29 724    | 6,99 %      |  |  |
|                          | Autres candidats         | -                        | 7 123     | 1,68 %      |  |  |

#### Second tour
| Inscrits                 | Inscrits                 | Inscrits                 | 3 134 166 |             |  |  |
| Abstentions              | Abstentions              | Abstentions              | 2 653 020 | 84,65 %     |  |  |
| Votants                  | Votants                  | Votants                  | 481 146   | 15,35 %     |  |  |
|                          |                          |                          |           |             |  |  |
| Bulletins enregistrés    | Bulletins enregistrés    | Bulletins enregistrés    | 481 146   |             |  |  |
| Bulletins blancs ou nuls | Bulletins blancs ou nuls | Bulletins blancs ou nuls | 0         | 0 %         |  |  |
| Suffrages exprimés       | Suffrages exprimés       | Suffrages exprimés       | 481 146   | 100 %       |  |  |
|                          |                          |                          |           |             |  |  |
|                          | Candidat                 | Parti                    | Suffrages | Pourcentage |  |  |
|                          | Roy Moore                | Parti républicain        | 262 641   | 54,59 %     |  |  |
|                          | Luther Strange           | Parti républicain        | 218 505   | 45,41 %     |  |  |

## Résultats
| Inscrits                 | Inscrits                 | Inscrits                 | 3 326 812 |             |  |  |
| Abstentions              | Abstentions              | Abstentions              | 1 978 092 | 59,46 %     |  |  |
| Votants                  | Votants                  | Votants                  | 1 348 720 | 40,54 %     |  |  |
|                          |                          |                          |           |             |  |  |
| Bulletins enregistrés    | Bulletins enregistrés    | Bulletins enregistrés    | 1 348 720 |             |  |  |
| Bulletins blancs ou nuls | Bulletins blancs ou nuls | Bulletins blancs ou nuls | 0         | 0 %         |  |  |
| Suffrages exprimés       | Suffrages exprimés       | Suffrages exprimés       | 1 348 720 | 100 %       |  |  |
|                          |                          |                          |           |             |  |  |
|                          | Candidat                 | Parti                    | Suffrages | Pourcentage |  |  |
|                          | Doug Jones               | Parti démocrate          | 673 896   | 49,97 %     |  |  |
|                          | Roy Moore                | Parti républicain        | 651 972   | 48,34 %     |  |  |
|                          | Candidat write-in        | Sans étiquette           | 22 852    | 1,69 %      |  |  |